# オーバルBA

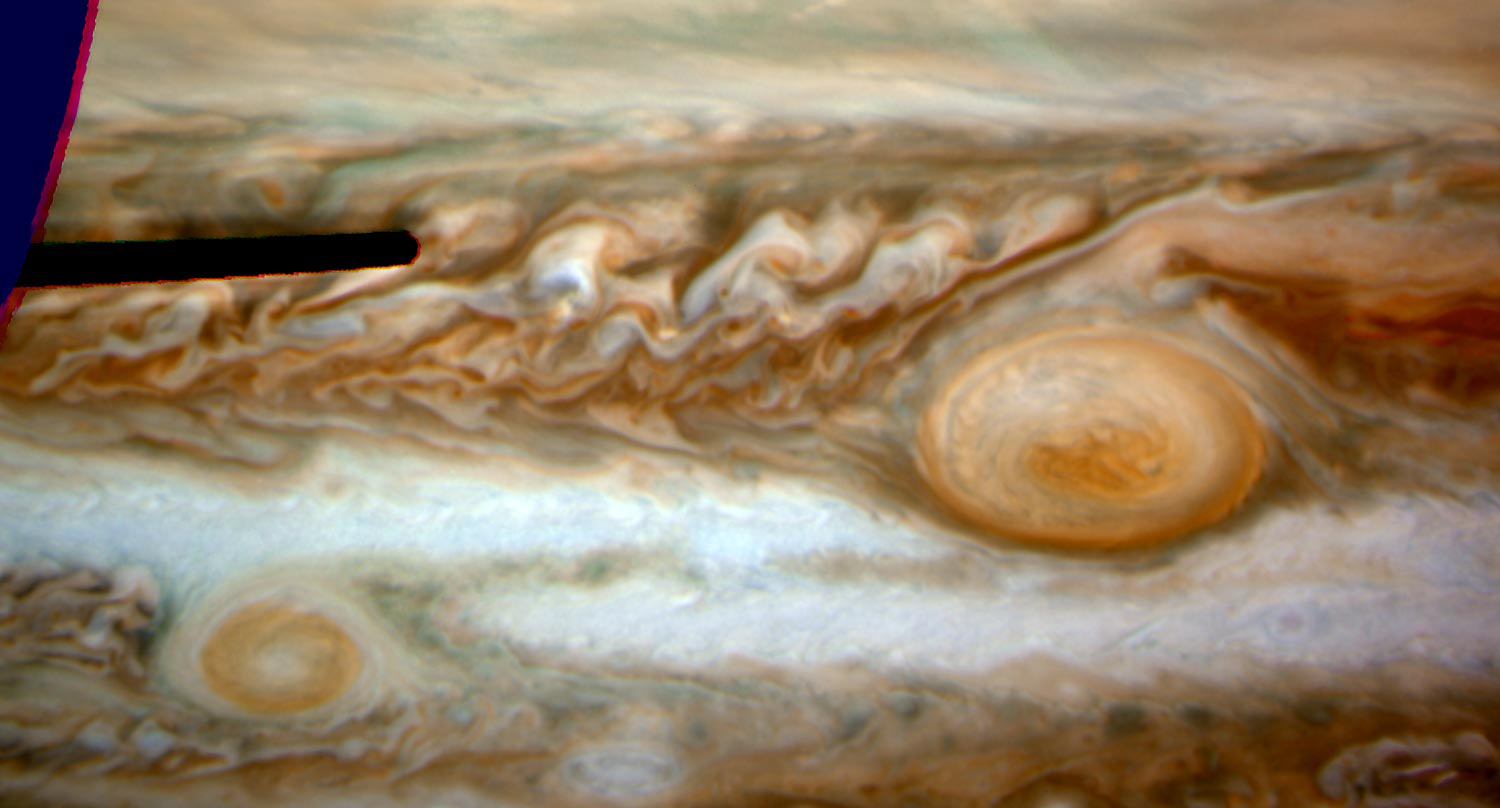
オーバルBA（左下）と大赤斑（右上）

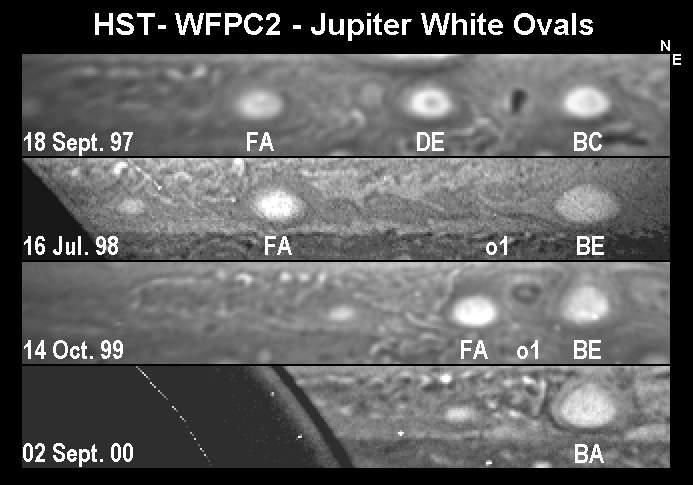
3つのオーバルからオーバルBAへの融合

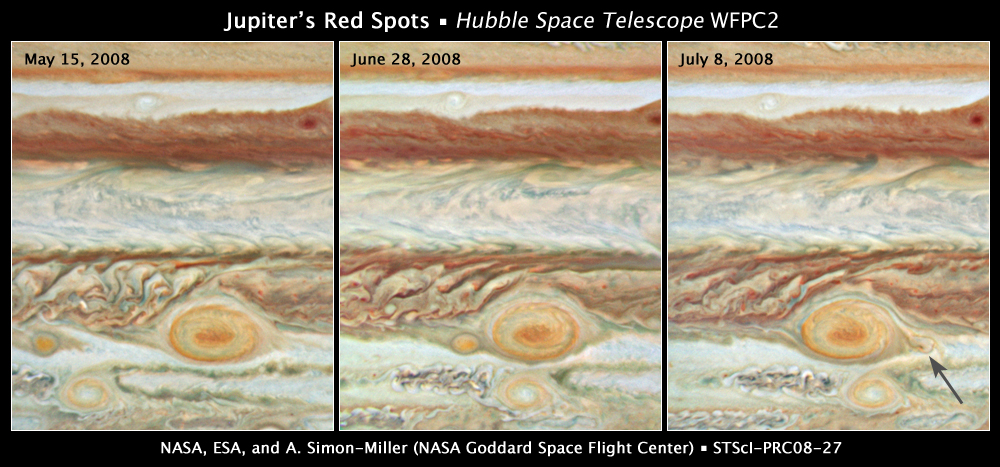
3つの赤斑のすれ違い。黒い矢印は変形し消滅しかけている小赤斑を示す

オーバルBA (Oval BA) は、木星表面の嵐。大赤斑に次ぐ大きさの赤い嵐で、南半球中緯度、大赤斑よりやや南の南温帯ベルト (South Temperate Belt = STB) 内にある。

## 名称
大赤斑に対し、中赤斑とも呼ばれる。なおこれらに対する小赤斑 (Little Red Spot) は2008年に短期間存在したが、現存しない。小赤斑の誕生前は、オーバルBAのことを小赤斑と言ったので注意を要する。
赤斑ジュニア (Red Spot Jr.) レッドジュニア (Red Jr.)、中赤斑BAなどとも呼ばれる。
現在の赤い色になる前は、白斑BA (White Oval BA)、永続白斑BAなどとも言った。

## 観測史
1939年、3つの白斑が発見され、エルマー・リーズ (Elmer J. Reese) によりオーバルBC、DE、FAと命名された。
1998年、BCとDEが融合し、オーバルBEとなった。2000年、BEとFAが融合し、オーバルBAとなった。
2005年から、徐々に赤くなり始めた。
2006年、赤斑となって初めて大赤斑とすれ違ったが、目に見えた変化はなかった。
2008年、オーバルBA・大赤斑・小赤斑が、ほぼ同時に互いにすれ違う現象が起き、小赤斑はその影響で消滅した。
2017年、オーバルBA・大赤斑の3次元構造が初めて捕捉された。